# Autoba indefinita
Autoba indefinita är en fjärilsart som beskrevs av W. Warren 1913. Autoba indefinita ingår i släktet Autoba och familjen nattflyn. Inga underarter finns listade i Catalogue of Life.